# Monestir d'Erdene Zuu
El Monestir d'Erdene Zuu o Erdeni Dzu (en mongol: Эрдэнэ Зуу, nom tradicional de Buda a Mongòlia i que significa, segons la interpretació, Cent Tresors/Joies o Corona de Joies) és, probablement, el monestir budista més antic que queda a Mongòlia. És a l'aimag d'Övörkhangai, a uns dos quilòmetres del centre de la ciutat de Kharkhorin i a la zona sud de l'antiga capital de l'Imperi mongol, Karakorum. Forma part del conjunt declarat Patrimoni de la Humanitat anomenat «Paisatge cultural de la Vall d'Orkhon».

## Història
El monestir d'Erdene Zuu va començar a ser erigit per ordre de Abtai Sain Kan el 1585, després de la segona introducció del budisme tibetà a Mongòlia i després d'una trobada el 1580 en la qual el Dalai-lama de l'època li va donar instruccions sobre aquest tema, pel que es va construir en part amb carreus de les ruïnes de Karakorum. L'obra es va considerar completa gairebé tres segles després amb l'aixecament d'un mur que envoltava el monestir. Els costats d'aquest mur mesuren 400 m de llarg i conté en total 100 stupes a una distància d'uns 15 m unes de les altres. Probablement es va projectar que en tingués fins a un total de 108, nombre sagrat del budisme i nombre de comptes en un rosari budista, encara que mai es va assolir aquesta quantitat. Els murs dels temples del monestir eren pintats i les teulades d'estil xinès eren cobertes de teules verdes. Ja des dels seus primers temps tenia mants temples, fins a mil monjos residents i acollia uns tres-cents gers (mongol: гэр, nom que els mongols donen a les iurtes). Els monjos vivien en els gers a l'interior del monestir o al voltant de la muralla.
Va patir danys durant les invasions manxús en la dècada de 1680 encara que en anys anteriors la pressió xinesa havia portat a un cert abandó com ja li va ocórrer en el passat a l'antiga capital mongola i base del monestir, Karakorum. Es van succeir diversos projectes de reconstrucció: el primer a càrrec de Zanabazar en persona després del seu retorn el 1701 que va servir a més per consagrar de nou els temples. Un altre que va començar entorn de l'any 1760 i va acabar el 1796 i un de més, a càrrec de l'arquitecte mongol Manzushir, va començar el 1806 i va acabar el 1814. Des de la finalització d'aquesta reforma, a principis del segle xix, contenia 62 temples complets que combinaven influències xineses i tibetanes i va estar habitat per més de 1000 lames durant el període de major esplendor.
El 1939 el líder comunista Khorloogiin Choibalsan va ordenar la destrucció del monestir com a part d'una purga que va arrasar centenars de monestirs de Mongòlia, va matar a més de deu mil monjos i va enviar a molts d'altres a Sibèria. Només van quedar cinc temples (entre ells els tres principals en l'actualitat), uns pocs edificis petits i el mur exterior amb els seus stupes; els temples van ser convertits en museus el 1947. Se sol dir que aquesta part del monestir es va salvar de la destrucció per mitjà de les pressions de Ióssif Stalin. Un investigador va assegurar que aquestes pressions estaven relacionades amb la curta visita de la delegació del vicepresident nord-americà Henry A. Wallace a Mongòlia el 1944. Malgrat aquest desastre una quantitat sorprenent d'estàtues, màscares tsam i pintures en pergamí van poder ser salvades en ser enterrades a les muntanyes properes o amagades a les cases dels veïns del lloc. Encara avui dia es produeixen robatoris i a principis dels anys 2000 va ser necessari col·locar alarmes davant la desaparició de diverses estàtues.
Erdene Zuu només va poder continuar existint com a museu, ja que l'únic monestir amb permís oficial per seguir en actiu a Mongòlia era el Monestir de Gandantegchinlen, a Ulan Bator, i encara després de la transformació de les seves funcions no va poder arribar a obrir-se fins al 1965, gairebé vint anys després. Això va canviar amb la caiguda del comunisme a Mongòlia el 1990, quan el monestir va ser retornat als lames i Erdene Zuu va tornar a ser un lloc de culte budista en actiu, a més de ser un museu obert als turistes.

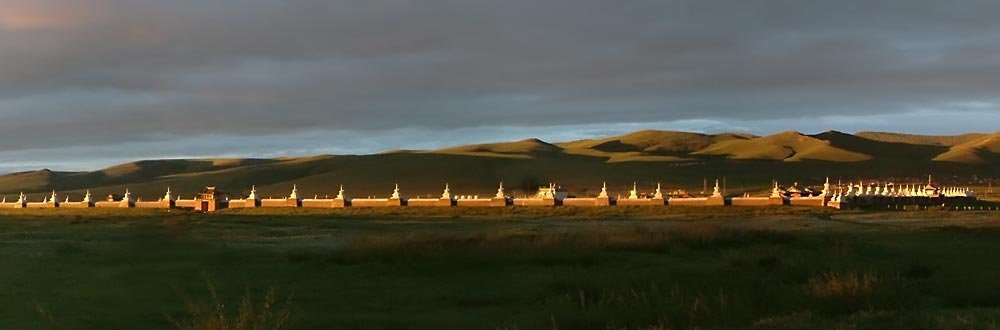
Monestir d'Erdene Zuu

## Temples

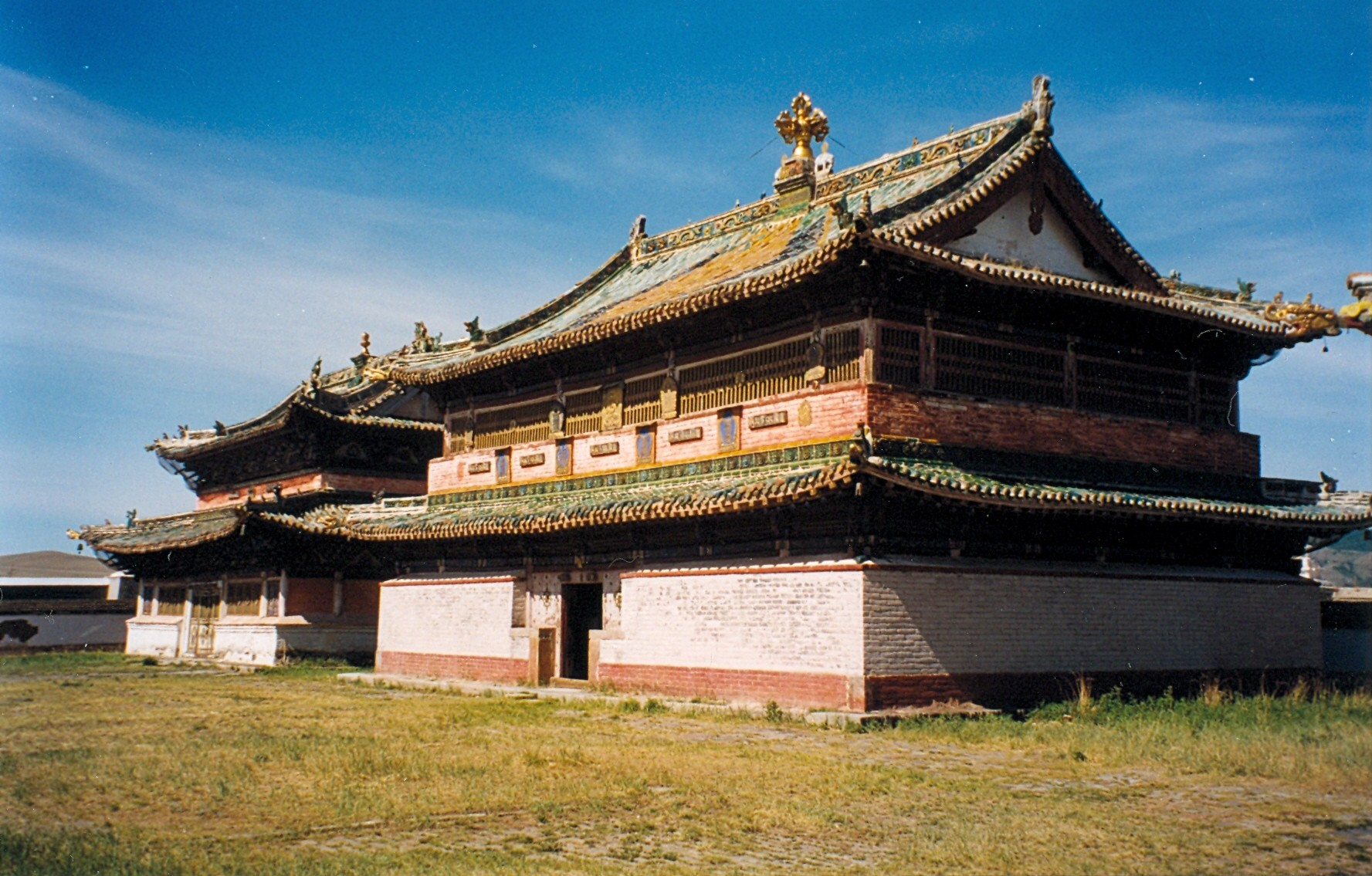
Teulades d'influència xinesa en el Zuu de Buda.

Els primers temples del complex, de finals del segle xvi i principis del xvii, presentaven característiques arquitectòniques pròpies d'estils xinesos, apreciables en la forma de les teulades dels tres temples principals. Amb el pas del temps es van introduir altres influències com la hindú (present des del principi en el disseny de les stupes), la tibetana o fins i tot un posterior estil pròpiament mongol, en el que va destacar la intervenció del mateix Zanabazar, que va assentar les seves bases. Aquest estil va començar usant-se en temples mòbils basats en els gers i una vegada que va començar a usar-se en construccions fixes va destacar per l'ús d'estructures angulars i geomètriques en les quals el sostre se sosté amb murs i pilars, és pla i permet, per tant la utilització del sostre per a altres funcions. El temple Laviran, l'únic usat encara per a serveis religiosos i que funciona com a monestir en albergar a una petita comunitat de monjos, és un bon exemple d'aquesta evolució.

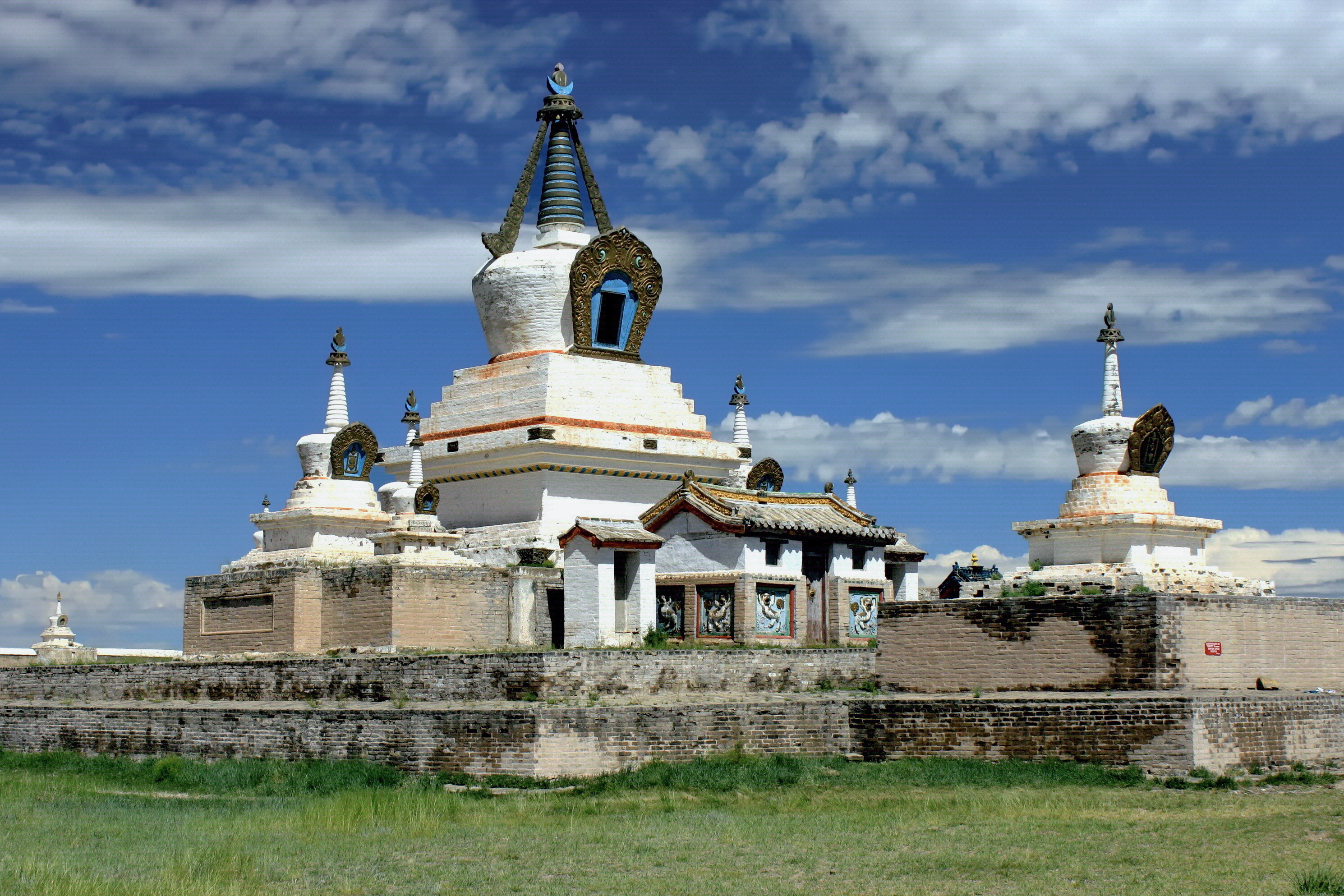
Vista de l'anomenada stupa dorada

Els tres grans temples que van sobreviure a la purga estan dedicats a les tres fases de la vida de Buda: infància, adolescència i edat adulta. El temple situat a l'oest, construït per Abtai Kan i el seu fill, està dedicat a Buda adult. Dins, a banda i banda de Siddharta Gautama (transl. del sánscrit शाक्यमुनि, és el Buda històric), hi ha estàtues del Buda Dīpankara (adaptació del sánscrit Dīpankara; nom traduït mongol: Jula-yin Jokiyaγči), el Buda passat, a l'esquerra i de Maitreya (transl. sánscrit Maitreya, nom traduït mongol, Asaraltu), el Buda futur, a la dreta. Aquest últim és un dels bodhisattvas més populars, una deïtat que retarda el propi accés al nirvana per aprimer guiar uns altres. De fet el mateix Zanabazar, després d'una de les seves visites al Tibet, va celebrar una sèrie de cerimònies que incloïa una circumval·lació del monestir mentre portava una imatge d'aquest Buda, acte que va esdevenir una tradició en el budisme mongol i que encara es fa ocasionalment al monestir. Altres objectes exposats inclouen una «roda de l'eternitat» daurada, els naimin takhel o vuit símbols afavoridors (paraigües, peix, gerro, flors, cartes, diagrama de sort, estendard de victòria i roda), figuretes dels segles xvii i xviii i adorns tradicionals anomenats balin, fets de pasta de blat i molt decorats, acompanyats de carn d'ovella i greix d'oca.
El temple principal rep el nom de Zuu de Buda. L'entrada està flanquejada pels déus Mahakala (del sánscrit Sita Mahākāla, Mahakala blanc), a l'esquerra, i Palden Lhamo (del tibetà Palden Lhamo, sánscrit: Shri Devi; nom traduït mongol Ukin tengri) a la dreta. Tots dos són dharmapales, deïtats colèriques d'aterridora aparença que són emanacions dels bodhisattva, representen les seves accions furioses. Han de destruir i eliminar els obstacles que es presentin davant els seguidors sincers de les doctrines, activitat que es veu reflectida en el significat del seu títol de dharmapala: defensors o protectors del dharma (llei). Dins i a cada costat del Buda infantil, hi ha Bhaisajyaguru (transl. del mongol Оточ Манла, sánscrit: Bhaiṣajyaguru), buda de la medicina, a la dreta i Amitābha (transl. del mongol ciríl·lic Аминдаваа, adaptació del sánscrito Amitābha; nom traduït al mongol: Tsaglasi ügei gereltu), buda de la llum infinita i la justícia, a l'esquerra. El temple conté també estàtues de Niam i Dabaa, els déus del sol i la lluna respectivament, unes quantes màscares tsam, alguns guàrdies tallats en postura agressiva dels segles xvi i xvii i algunes mostres del treball de l'escultor budista Zanabazar.
Al temple de l'est s'exposa una estàtua que representa el Buda adolescent. L'estàtua a la dreta és Tsongkhapa, que va crear la tradició Gelug del budisme al Tibet. La figura a l'esquerra és Avalokitesvara (transl. del tibetà Jainraisig; sánscrit: Avalokitesvara, traduït al mongol com, Nidüber üjegci), el bodhisattva de la compassió.

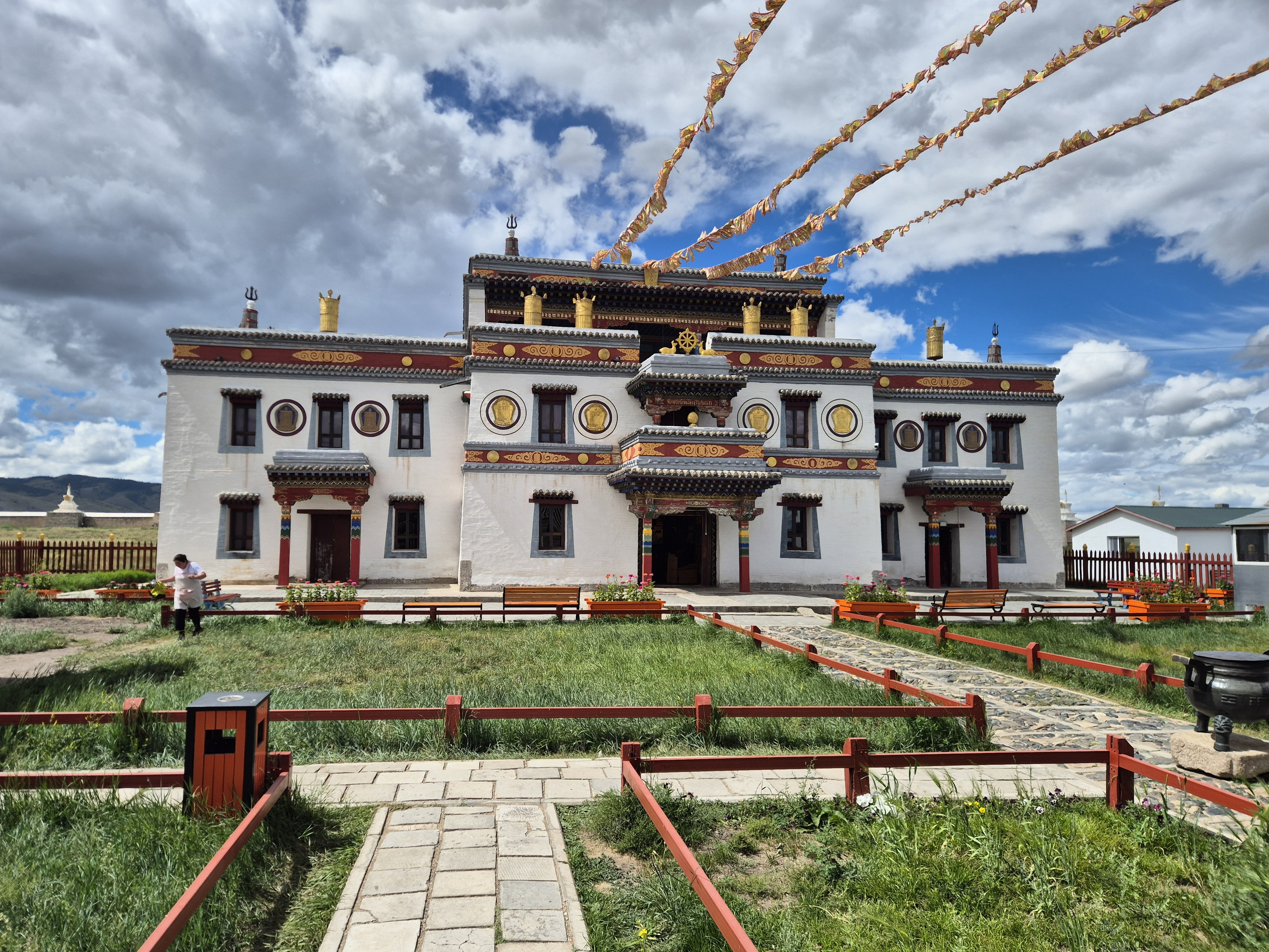
Vista frontal del Temple Laviran

El templet anomenat Dalai Lama Sum (sum és un dels noms dels temples budistes mongols a més d'una mena de divisió administrativa) va ser construït el 1675 per commemorar la visita del germà de Zabanazar, Chakhuundorj (Tusheet Kan de l'època i part dels Altan Khan dels Khalka), al Dalai-lama al Tibet el 1673. El temple és fet de maons de color vermells i dauratd. L'habitació, que consisteix en dues petites capelles, és buida excepte per l'estàtua de Zanabazar, i sis tankes, tapissos pintats o brodats del segle xvii que representen Sonam Gyatso, el tercer Dalai Lama, que va convertir a Abtai Kan al budisme, i a diverses deïtats protectores.
Prop de la cantonada nord-oest s'alça un gran temple blanc d'estil tibetà, el Lavrin Sum o Labran Sum (Temple Laviran), construït entre 1759 i 1770, on es fan cerimònies cada matí, aproximadament a les onze.
La Estupa Daurada, a la zona central del monestir, va ser construïda el 1799 pel quart Bogd Gegeen, líder espiritual del budisme tibetà mongol, i és envoltada per vuit stupes menors. La tradició diu que el temple al costat, el Khokh Sum, amb el sostre decorat amb un mandala, és el primer que va ser construït a Erdene Zuu.

## Altres elements

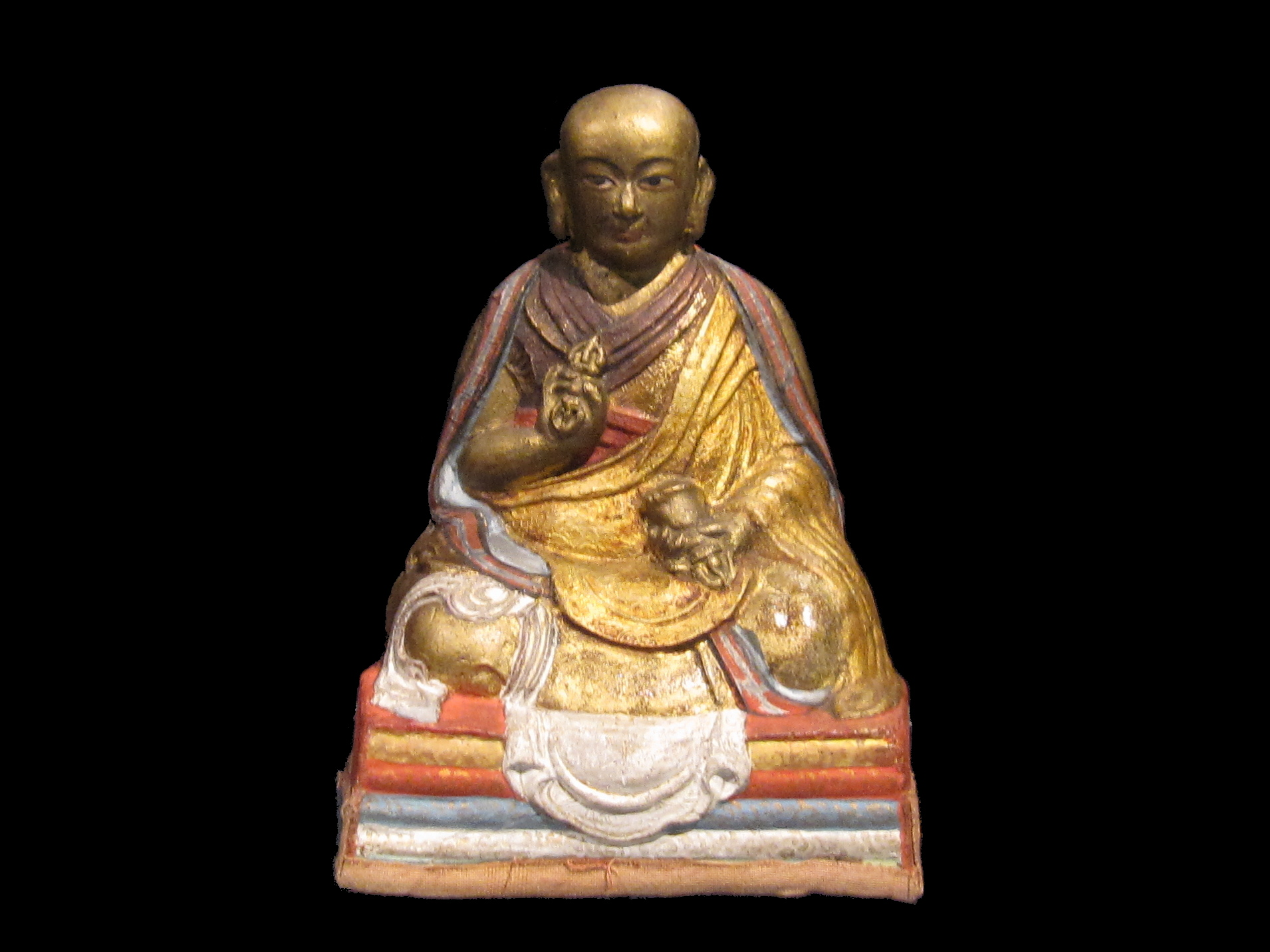
Estàtua que representa a Zanabazar, museu etnològic de Viena.

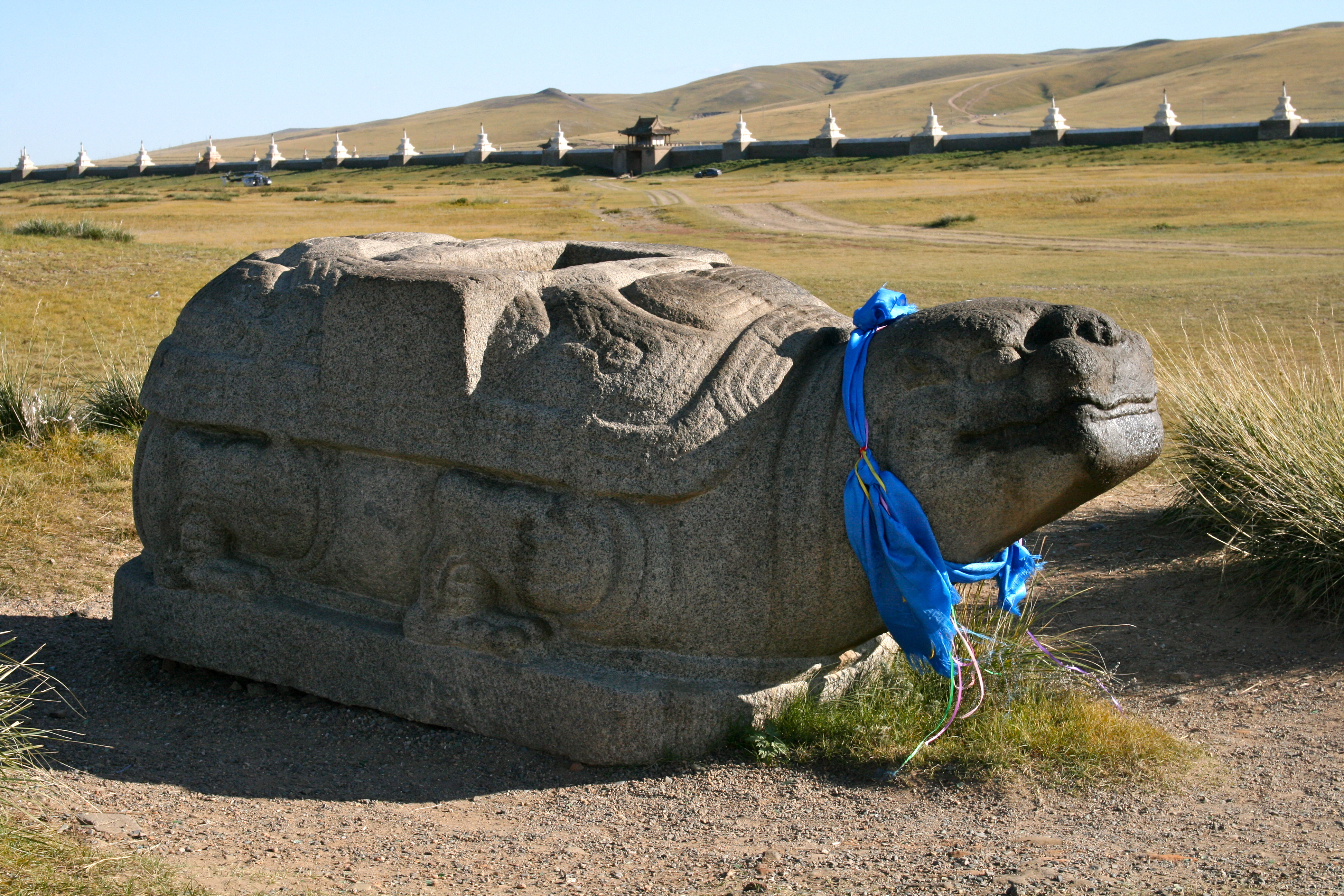
Tortuga tallada en pedra.

A l'interior dels diferents edificis del complex destaquen les pintures i brodats en diferents materials així com la col·lecció de la biblioteca, on es conserven manuscrits i textos en planxes de fusta. Es tenen en alta estima sobretot els treballs artístics obra de Zanabazar o de l'escola artística que porta el seu nom. D'entre tots els seus treballs de la col·lecció del monestir només se'n pot contemplar una petita estàtua de Mahakala exposada en el temple Zuu de la dreta. Entre els treballs atribuïts a l'escola de Zanabazar hi ha un gran Vajrasattva al temple Tsampa enfront dels tres temples principals, una altra estàtua de Mahakala al Zuu de l'esquerra i una petita stupa de bronze al Zuu de Buda.
Enfront del Dalai Lama Sum hi ha les làpides d'Abtai Khan (1554-1588) i el seu net, el Tushet Kan de nom Gombodorj (pare de Zanabazar), amb inscripcions en mongol, xinès, tibetà i àrab i en la faç posterior hi ha tres petits lleons tallats en pedra en estil xinès. En la part nord-est del monestir són visibles encara les pedres usades com a base d'un gegantesc ger que va rebre el nom de Bat-Olziit, la traducció aproximada del qual és «felicitat constant», (anomenat avui dia Lloc de la Felicitat i la Prosperitat), aixecat el 1657 per commemorar l'aniversari de Zanabazar. Els testimoniatges diuen que el ger fa 15 m d'alt i tenia entre 20 i 40 m (fins i tot més en algunes fonts) de diàmetre, estava format per més de 30 khans o parets plegables, i podia acollir tres-cents persones durant les assemblees dels kans locals. Algun temps després el mateix Zanabazar va fer que el traslladessin a l'antiga Ulan Bator on es va convertir en un temple dedicat al seu besavi Avtai Kan i encara hi era a la fi del segle xix, aconseguint segons el testimoniatge d'un etnógraf rus que «els gers normals mongols que s'alçaven al costat d'ell semblessin meres joguines en comparació». Es desconeix que va ocórrer amb el ger després d'aquesta referència. La depressió buida del que una vegada va ser un llac artificial és visible al costat dels fonaments del ger en el monestir. Tots aquests elements mostren que la vida de Zanabazar va estar estretament lligada a Erdene Zuu i els seus aniversaris eren celebrats habitualment en el monestir amb reunions en les quals se celebraven danshig naadam, competicions tradicionals que incloïen lluita lliure mongola.

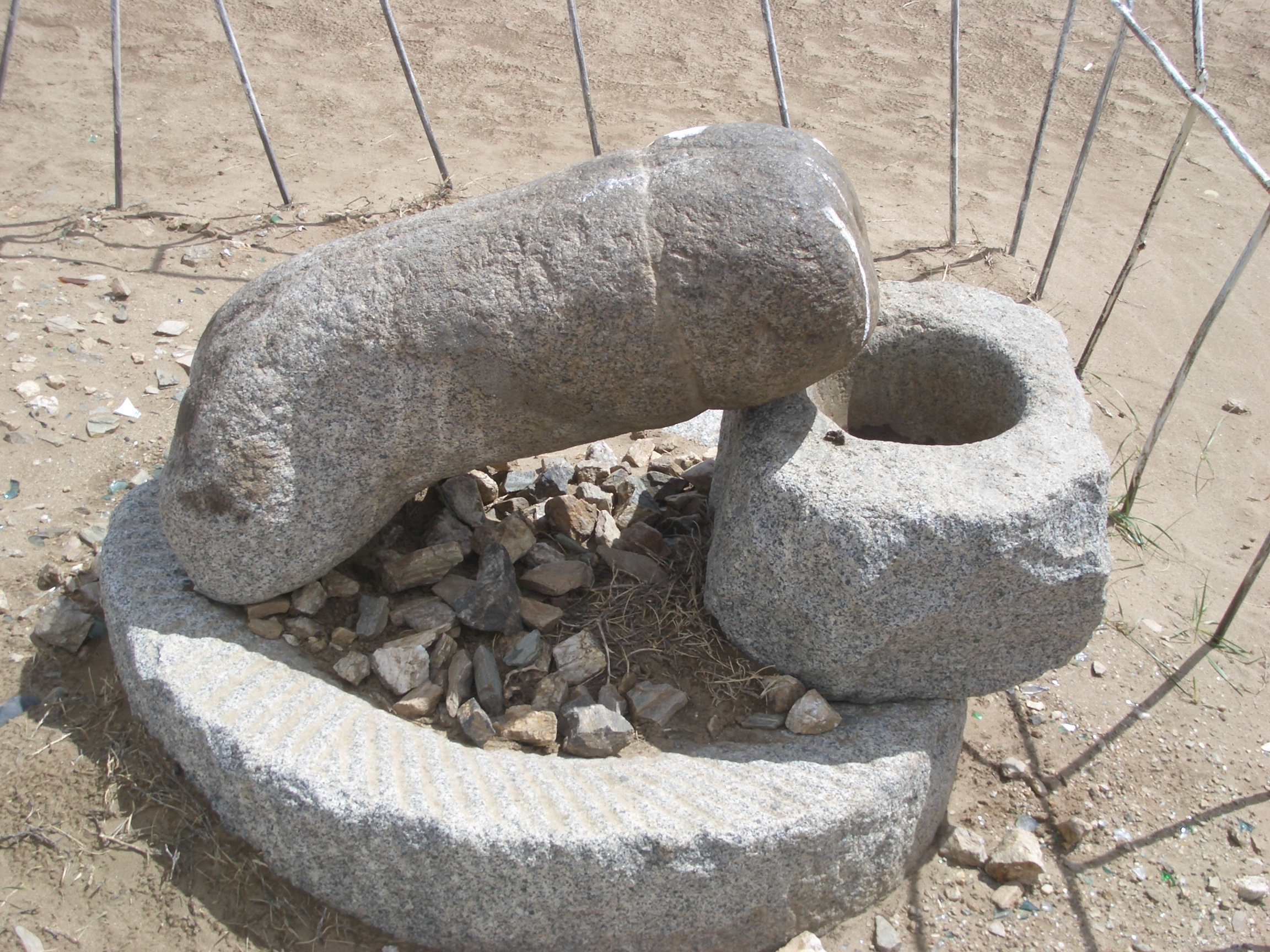
Roca fàl·lica

En un pujol a l'exterior del monestir hi ha un fal·lus de pedra del que es diu que conté els impulsos sexuals dels monjos i assegura el seu bon comportament. El fal·lus és posat de tal manera que apunta a una zona enfonsada que s'assembla a dues cames separades i uns genitals femenins. Als voltants del temple es poden veure encara dues «roques de tortuga», una al nord-oest i una altra al sud, de les fins a quatre que hi havia, figures tallades en pedra que servien per marcar els límits de l'antiga Karakorum i que actuaven com a les seves protectores (les tortugues eren considerades símbols d'eternitat). Aquestes tortugues originalment tenien unes esteles de pedra amb inscripcions a l'esquena. També a la rodalia hi ha les Inscripcions d'Orkhon, datades entorn dels segles viii i ix.